# Summit (Arizona)
Summit ist ein Census-designated place im Pima County im Süden des US-Bundesstaats Arizona. Das U.S. Census Bureau hat bei der Volkszählung 2020 eine Einwohnerzahl von 4.724 ermittelt.
Summit hat eine Fläche von 26,2 km². Die Bevölkerungsdichte liegt bei 180 Einwohnern je km². 

## Geographie
Summit liegt nahe der Grenze zum Santa Cruz County.